# Le colpe dei padri (romanzo Åsa Larsson)
Le colpe dei padri (titolo originale Fädernas missgärningar) è un romanzo poliziesco della scrittrice svedese Åsa Larsson. Pubblicato nel 2021, costituisce il sesto libro dedicato dall'autrice all'avvocato Rebecka Martinsson.

## Storia editoriale
Il romanzo, pubblicato nel 2021 in svedese, è uscito sin dall'anno successivo in molte altre lingue: catalano, spagnolo, francese, danese, tedesco, ceco, polacco e in italiano, nella traduzione di Katia De Marco.
Nel 2021, Fädernas missgärningar ha vinto l'Adlibrispriset e il Premio svedese per la letteratura gialla.

## Trama
La città di Kiruna è tutta un cantiere: per sfruttare le risorse minerarie, le autorità hanno deciso che gli edifici (pubblici o privati) vadano ricostruiti nelle vicinanze. In questo clima di provvisorietà matura un dramma: un uomo, solo e alcoolizzato, è trovato morto dalla sorella e nel freezer di casa c'è un altro corpo, la cui morte risale al 1962. Si tratta di un famoso pugile, scomparso tanti anni prima ed ora, ritrovandolo assassinato, il delitto è caduto in prescrizione. Dopo alcune ricerche, altri due cadaveri (di donne giovani) affiorano dalla neve nei pressi della casa: sono state barbaramente schiacciate da una motoslitta, passata ripetutamente sui corpi.
Il responsabile della Procura è in congedo e ha nominato come facente funzione Carl von Post, che però approfitta della situazione per prendersi licenze varie. Così il caso è preso in carico da Rebecka Martinsson che dimostra molta efficienza e lucidità. Purtroppo il primo dei morti, l'alcoolizzato Henry, appartiene alla famiglia Pekkari che, molti anni prima, aveva in affido Virpi, madre di Rebecka: per quanto la procuratrice non abbia mai visto i membri della famiglia, è in una posizione estremamente delicata e sarebbe opportuno che si mantenesse estranea al caso. Quando von Post ritorna, non esita a sollevarla e sostituirla personalmente.
Rebecka è in procinto di dare le dimissioni e riprendere a lavorare per lo studio legale dell'amica Maria Taube, ma il groviglio della vicenda continua (suo malgrado) a trascinarla. Il figlio del pugile morto, Börje Ström, anch'egli un ex pugile di valore, vorrebbe fare luce sulla morte del padre che amava; la sorella di Henry a sua volta vorrebbe liberarsi dei difficili rapporti con l'altro fratello, Olle. Emergono così reati vecchi e nuovi, tra i quali il ritrovamento di un'altra donna assassinata: come le due precedenti era un'immigrata clandestina dall'ex Unione Sovietica. Non si può più dubitare che la mafia russa abbia preso piede nella zona, controllando i vari racket e agendo di concerto con gli elementi locali. 
La tenacia delle ricerche mette in serio pericolo gli agenti e i loro collaboratori, finché in una sparatoria Anna-Maria Mella è gravemente ferita e Tommy Rantakyrö viene ucciso. Von Post deve accettare l'aiuto di Rebecka e insieme giungono a una parvenza di giustizia. Le molte morti non si possono compensare e non basta la ricostruzione di tanti episodi a rassicurare quelli che restano: sono troppe le lacerazioni che non scompariranno, che sfuggiranno a un giusto processo, sia per la sparizione o morte di malviventi, sia per la legge che derubrica  svariati crimini che pur lontani nel tempo, sono stati alla base delle vicende più prossime. Ora Rebecka, Anna-Maria Mella, Ragnhild Pekkari, Börje Ström daranno un nuovo indirizzo alle loro vite, sapendo che si deve chiudere il lungo capitolo di Kiruna.

## Personaggi
- Rebecka Martinsson, avvocato e procuratore della sede giudiziaria di Kiruna.
- Sivving, vicino di casa di Rebecka, ha con lei un legame affettuoso, da zio.
- Krister Eriksson, ex compagno di Rebecka.
- Marit Törmä, attuale compagna di Krister.
- Måns Wenngren, amico di Rebecka.
- Maria Taube, amica ed ex collega di Rebecka.

Funzionari e poliziotti
- procuratore capo Alf Björnfot, superiore di Rebecka, ha preso un lungo permesso.
- Carl von Post (detto anche von Pest), procuratore capo facente funzioni, temporaneo superiore di Rebecka.
- Anna-Maria Mella, ispettrice della polizia di Kiruna.
- Tommy Rantakyrö, Fred Olsson, ispettori di polizia.
- Karzan Tigris, Magda Vidarsdotter, agenti di polizia.
- Lars Pohjanen, medico legale e patologo.
- Anna Granlund, segretaria di Pohjanen.
- Sven-Erik Stålnacke, funzionario di polizia in pensione.

I Pekkari
- Ragnhild Pekkari, infermiera in pensione. Ha una figlia, Paula, che non agisce nel libro.
- Henry Pekkari, fratello maggiore di Ragnhild, ha una fattoria su un'isola.
- Olle Pekkari, il maggiore dei fratelli, imprenditore di Kiruna.
- Virpi, presa in affidamento dai Pekkari, la più piccola di tutti, è morta da tempo.
- äiti (mamma) e isä (padre), genitori di Olle, Henry, Ragnhild e Virpi.

Sportivi
- Börje Ström, ex pugile olimpionico e poi professionista.
- Raimo Koskela, padre di Börje, anch'egli pugile di valore.
- Sikke Fredriksson detto Sisu-Sikke e Jussi Mäntynen detto Nyrkin-Jussi, allenatori di pugilato.

Personaggi vari
- Mervi Johansson, una vecchietta vicina di casa di Henry Pekkari.
- Olga Palo, altra vicina di Henry, morta da tempo.

## Edizioni
- (SV)  Fädernas missgärningar: spänningsroman, di Åsa Larsson, Albert Bonniers förlag, 2021
- Åsa Larsson, Le colpe dei padri, traduzione dallo svedese di Katia De Marco, Marsilio, Venezia 2022